# Musée suisse du tir
Le Musée suisse du tir (en allemand Schweizer Schützenmuseum, en italien Museo svizzero del tiro, en romanche Museum svizzer dals tiradurs) à Berne est un musée consacré au tir en Suisse.
La collection du musée est placée sous la protection des biens culturels.
Le musée conserve de nombreuses pièces relatives aux tirs fédéraux.